# ناتالي كوسيوسكو موريزيت

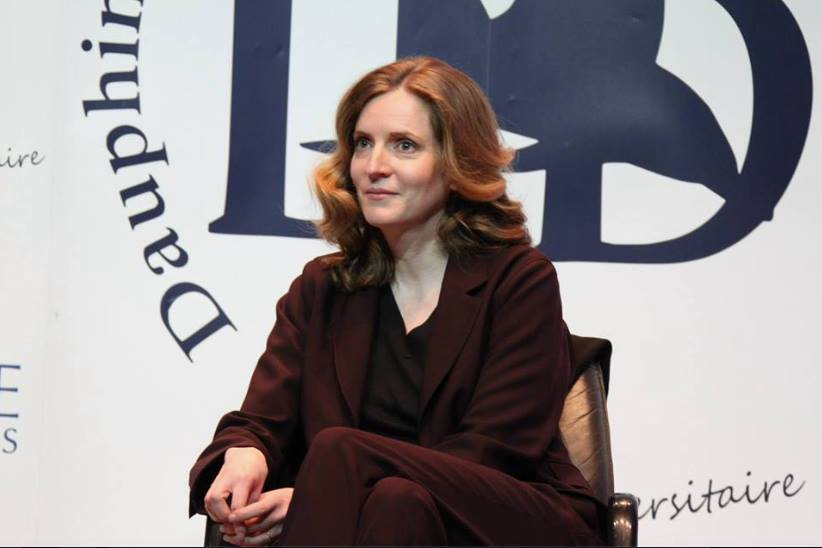
ناتالي جينيفي ماري كوسيزكو مورزيت عام 2014

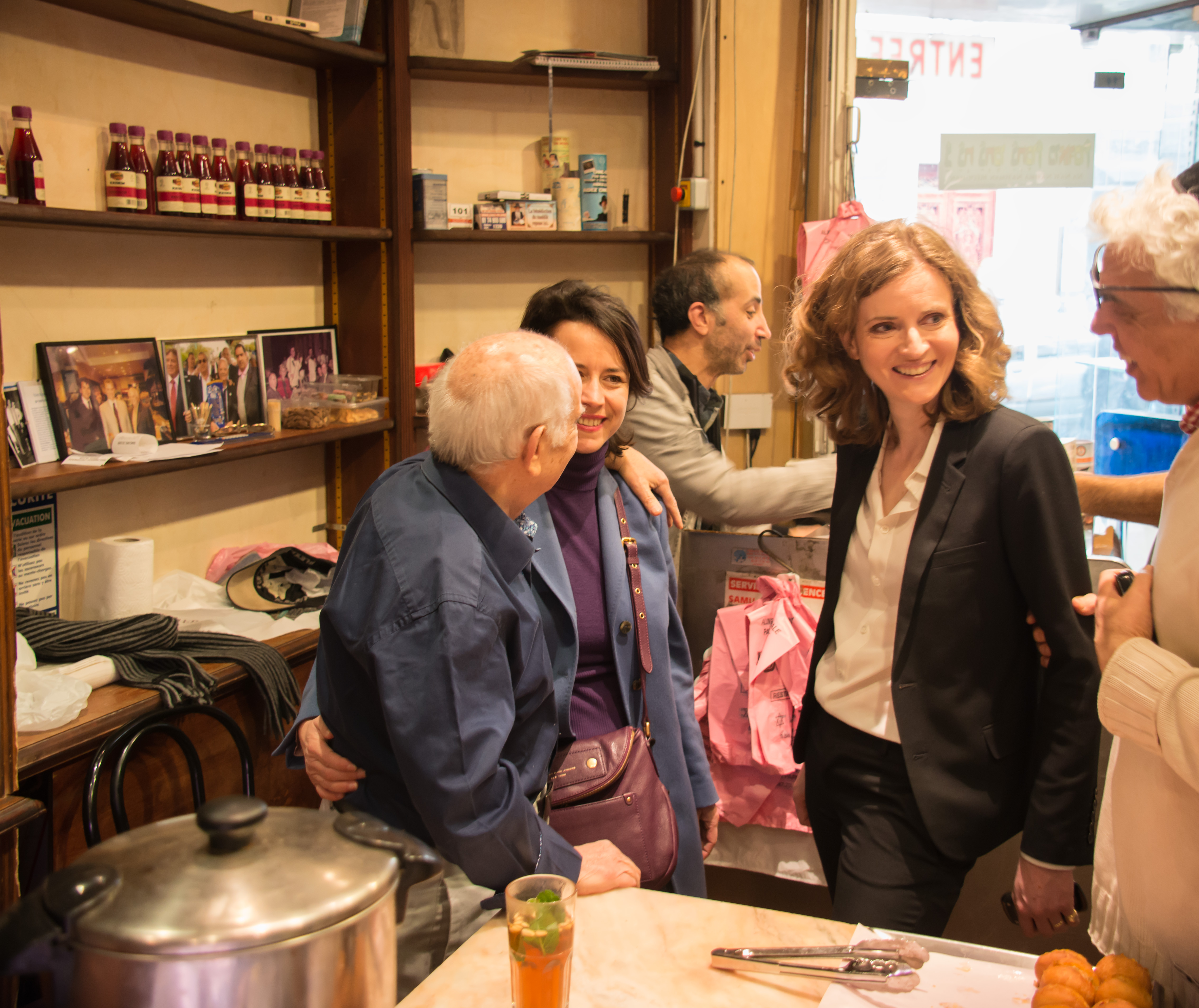
ناتالي مورزيت أثناء إنتخابات عمدة باريس عام 2014

ناتالي جينيفي ماري كوسيزكو مورزيت (بالفرنسية: Nathalie Kosciusko-Morizet) (
تنطق بالفرنسية: [nataˈli kosjysˈko moʁiˈzɛ]) (ولدت 14 مايو 1973، في الدائرة الخامسة عشرة في باريس) أو كما تعرف باسم إن كيه إم (NKM)، سياسية فرنسية. كانت الرئيسة الرابعة لمقاطعة إيسون التابع لمنطقة إيل دي فرانس من عام 2002 إلى عام 2017. وعمدة لونج جوماي من عام 2008 إلى عام 2013. كما ترشحت ولكنها لم تفز في انتخابات باريس عام 2014.
شغلت ناتالي العديد من المناصب طوال فترة حياتها فعلى سبيل المثال شغلت ناتالي منصب المستشار الإقليمي لمنطقة إيل دو فرانس، وزيرة الدولة لشؤون البيئة. ووزير البيئة والتنمية المستدامة والنقل والإسكان، الأمين المساعد للحزب اليميني الاتحاد من أجل حركة شعبية المتحدثة الرسمية في حملة نيكولا ساركوزي الإنتخابية الرئاسية في عام 2012. منذ ترشحها لرئاسة بلدية باريس في مارس 2014، كانت زعيمة المعارضة في مجلس باريس. في الفترة ما بين ديسمبر 2014 إلى ديسمبر 2015 كانت نائبة رئيس الحزب اليميني الاتحاد من أجل حركة شعبية والذي يعرف الآن باسم حزب الجمهوريون.

## السيرة الذاتية

### النشأة والنشأة

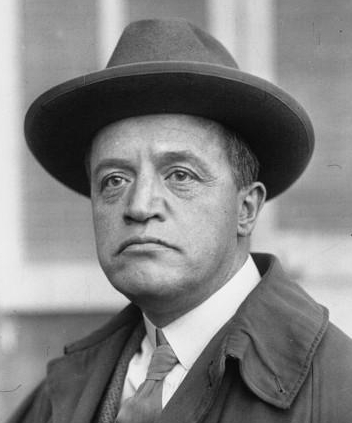
أندري مورزيت، والدها غير القانوني، عام 1921

ولدت ناتالي مورزيت في 14 مايو 1976 في باريس، فرنسا. ربتها عائلة كاثوليكية، ولكنها بقيت يهوديه الجذور، ولدت مورزيت في عائلة سياسيه. كان جدها جاكس كوسيزكو (1913-1994) يعمل أكاديميا، عضو في المقاومة الفرنسية أثناء الحرب، سياسي ديغولي أثناء السلام، وسفير سابق في سفارة فرنسا في الولايات المتحدة.
كان والدها غير القانوني، أندري مورزيت، سيناتور اجتماعي وعمده بولون-بيانكور، أما والدها فرانسوا كوسيزكو مورزيت (1940-2015) فكان عمده سيفري. أختها بيري كوسيزكو مورزيت (ولدت عام 1977) فهي إحدى مؤسسي موقع بريسيمينيستير.كوم ثالث أكبر موقع للتجارة الإلكترونية في فرنسا. 

وفقا لعلماء الأنساب، فإن ناتالي مرتبطه بلوكريسيا بورجيا من ناحيه الأم (الابنة غير الشرعية لـرودريغو بورجا، الذي أصبح فيما بعد البابا الكسندر السادس، أكثر الباباوات إثارة للجدل في عصر النهضة).
تخرجت مورزيت من مدرسة البولتيكنيك (المدرسة المتعددة التكنولوجية)، وكلية الهندسة.

### الحياة العملية

#### الانتخابات المحلية
عندما بلغت كوسيوسكو عامها التاسع والعشرون أعلنت نيتها في خوض انتخابات عضوية الجمعية الوطنية الفرنسية في عام 2002 لتمثل بذلك منطقة إيسون التابع لمنطقة إيل دي فرانس في جنوب باريس، في ظل حكم بيير أندري ويلتزر رئيس الوزراء آنذاك. وفازت ليتم إعادة اختيارها مره أخرى عام 2007 وعام 2012.
في 2 مارس 2008، تم اختيارها عمدة لونغجومو، إيسون.

#### عضوية الحزب
في عام 2007، شغلت كوسيوسكو منصب وزيرة البيئة في الحكومة الفرنسية، بينما في عام 2009، أصبحت وزيرة التخطيط، السياسيات العامة، تطوير الاقتصاد الرقمي قبل أن يتم تعينها وزيرة البيئة مرة أخرى ثم وزيرة النقل في نوفمبر 2010.
في عام 2012، تركت منصبها كوزير لتكون المتحدثة الرسمية لنيكولا ساركوزي خلال حملته الإنتخابية الرئاسية.

#### الترشح لمنصب عمدة باريس
في فبراير 2013، أعلنت عن نيتها للترشح لمنصب عمدة باريس في الانتخابات المحلية لعام 2014. خاضت الانتخابات ضد رشيدة داتي في الاتحاد من أجل حركة شعبية. أتت استطلاعات الرأي في صالح كوسيوسكو موريزيت في الدورة التمهيدية ولكنها خسرت في النهاية أمام فرنسوا فيون.
فازت ناتالي في 3 يونيو 2013 بانتخابات الاتحاد من أجل حركة شعبية الأولية لمنصب عمدة باريس بنسبة بنسبة تصويت 58.16%.
في الانتخابات الرئاسية التي جرت في 23 مارس و30 مارس 2014، هزمت قوائم حزب الاتحاد من أجل حركة شعبية والتي كانت منها كوزيوسكو موريتز من القوائم التي قادتها نائب العمدة الاشتراكي آن هيدالغو، والتي أصبحت عمدة باريس

#### الترشيح لحزب الجمهوريين
بعد عودة نيكولا ساركوزي إلى السياسة في عام 2014، تم تعينها نائبة الرئيس لحزب الاتحاد من أجل حركة شعبية (منذ عام 2015)، بينما كان منافسها لوران فوكييه. أثناء إنتخابات عام 2015، والتي دخل فيها لوران فوكييه عن منطقة أوفرن-رون ألب، إستبعادها ساركوزي بعد نقدها لإستراتيجيته وتم تبديلها بفوكييه.
أدى ذلك إلى إعلانها ترشحها للانتخابات، وبالرغم من الصعوبات إستطاعت الحصول على أرقام ونتائج مميزة، ولكنها أنهت المرحلة الرابعة برصيد 2.6% فقط بعيدا جدا عن ساركوزي الذي استطاع الحصول على 20.1%. في الجولة الثانية، أعلنت ناتالي تأيدها لألان جوبيه.

#### هزيمة 2017
في الانتخابات التشريعية الفرنسية 2017، وخلال الجولة الثانية ضد رئيس الوزراء السابق فرنسوا فيون. خلال الحملة، تم نقلها إلى المستشفى لليله بعد سقوطها من على الرصيف وارتطام رأسها بالأرض بعد أن هاجمها المتظاهرين وقيامهم بإلقاء الشعارات على وجهها.
هزمت ناتالي في الجولة الثانية من قبل مرشح الحزب السياسي الوسطي الجمهورية إلى الأمام!، الليبرالي جيل لو جندري.

## المواقف السياسية
بالرغم من قربها للرئيس الفرنسي السابق جاك شيراك خلال فترة رئاسته، فإن ناتالي تعتبر من أكثر المدافعين عن القضايا البيئية، ويمكن اعتبارها جزءا من «علماء البيئة».
في حوار مع جريدة ديلي تلغراف في مارس 2013، صرحت قائلة:

«لدى العديد من الإعجاب لرئيس وزراء المملكة المتحدة مارجريت تاتشر».

## الحياة الشخصية
ناتالي متزوجة من جان بيير فيليب ورزق الثنائي بطفلين ولد الأول في عام 2005 والثاني في عام 2009. في مارس 2016، أعلنت هي وزوجها فيليب أنهما قد تطلقا بعد إتفاق مشترك.

## المناصب السياسية
المناصب الحكومية
- وزير الدولة لشؤون البيئة: 2007- 2009.
- وزير الدولة للتنمية المستقبلية والاقتصاد الرقمي: 2009- 2010.
- وزير البيئة، التنمية المستدامة، النقل والإسكان: نوفمبر 2010- فبراير 2012 (استقالت من الحكومة لتنضم للحملة الرئاسية لنيكولا ساركوزي وتصبح المتحدثة الرسمية باسم الحملة).

الولايات الانتخابية
الجمعية الوطنية الفرنسية
- عضو في الجمعية الوطنية الفرنسية عن إقليم إيسون (الدائرة الرابعة): 2002- 2007 (أصبحت وزير الخارجية في عام 2007). تم انتخابها في عام 2002، واعيد انتخابها في عام 2007.

المجلس الإقليمي
- عضو المجلس الإقليمي عن إيل دو فرانس: 2004-2010 (استقالت في نوفمبر 2010). أعيد انتخابها في عام 2010.

المجلس المحلي
- عمدة لونغجومو: منذ عام 2008.

مجلس مجتمع التجمعات
- نائب رئيس مجلس مجتمع جمعية إقليم إيسون الأوروبية: منذ عام 2008.

## وصلات خارجية
- ناتالي كوسيوسكو موريزيت على موقع IMDb (الإنجليزية)
- ناتالي كوسيوسكو موريزيت على موقع قاعدة بيانات الفيلم (الإنجليزية)

- حوار مع ناتالي كوسيوكو مورزيت
- ناتالي مورزيت تجيب على أسئلة المشاهدين

| المناصب السياسية         | المناصب السياسية | المناصب السياسية |
| ------------------------ | --- | ---------------- |
| سبقه جان لوي بورلو       | المستشار الإقليمي لمنطقة إيل دو فرانس، وزيرة الدولة لشؤون البيئة. وزير البيئة والتنمية المستدامة والنقل والإسكان الأمين المساعد للحزب اليميني الاتحاد من أجل حركة شعبية المتحدثة الرسمية في حملة نيكولا ساركوزي الإنتخابية الرئاسية في عام 2012 2010–2012 | تبعه فرنسوا فيون |
| المناصب الحزبية السياسية | |                  |
| سبقه فرانسو دي بنافيو    | مرشحة حزب الاتحاد من أجل حركة شعبية لمنصب عمدة باريس لعام 2014 | الأجدد           |